# العلاقات الأمريكية السنغافورية
العلاقات الأمريكية السنغافورية هي العلاقات الثنائية التي تجمع بين الولايات المتحدة وسنغافورة.

## مقارنة بين البلدين
هذه مقارنة عامة ومرجعية للدولتين:
| وجه المقارنة                                              | الولايات المتحدة                                                                                                  | سنغافورة                                                             |
| --------------------------------------------------------- | --- | -------------------------------------------------------------------- |
| المساحة (كم2)                                             | 9.83 مليون | 719                                                                  |
| عدد السكان (نسمة)                                         | 311.58 مليون | 5.89 مليون                                                           |
| الكثافة السكانية (ن./كم²)                                 | 31.7 | 819.19 ألف                                                           |
| العاصمة                                                   | واشنطن العاصمة | سنغافورة                                                             |
| اللغة الرسمية                                             | لغة إنجليزية | لغة إنجليزية، اللغة الملايو، اللغة الصينية القياسية، اللغة التاميلية |
| العملة                                                    | دولار أمريكي | دولار سنغافوري                                                       |
| الناتج المحلي الإجمالي (بليون دولار)                      | 19.39 تريليون | 323.91 مليار                                                         |
| الناتج المحلي الإجمالي (تعادل القوة الشرائية) بليون دولار | 18.04 تريليون | 472.59 مليار                                                         |
| الناتج المحلي الإجمالي الاسمي للفرد دولار أمريكي          | 56.12 ألف | 52.89 ألف                                                            |
| الناتج المحلي الإجمالي للفرد دولار أمريكي                 | 54.63 ألف | 82.76 ألف                                                            |
| مؤشر التنمية البشرية                                      | 0.920 | 0.925                                                                |
| رمز المكالمات الدولي                                      | +1 | +65                                                                  |
| رمز الإنترنت                                              | .us، حكومة، .mil، Edu.                                                                                            | .sg                                                                  |
| المنطقة الزمنية                                           | توقيت ساموا الأمريكية، توقيت أطلنطي موحد، منطقة زمنية وسطى، توقيت ألاسكا ‏، المنطقة الزمنية الجبلية، توقيت تشامرو ‏ | ت ع م+08:00، توقيت سنغافورة المنسق ‏                                  |

## منظمات دولية مشتركة
يشترك البلدان في عضوية مجموعة من المنظمات الدولية، منها:
| علم المنظمة | اسم المنظمة                                      | تاريخ انضمام الولايات المتحدة | تاريخ انضمام سنغافورة |
| ----------- | ------------------------------------------------ | ----------------------------- | --------------------- |
|             | وكالة ضمان الاستثمار متعدد الأطراف               | 12 أبريل 1988                 | 24 فبراير 1998        |
|             | الاتحاد الدولي للاتصالات                         | 1 يوليو 1908                  | 22 أكتوبر 1965        |
|             | يونسكو                                           | 4 نوفمبر 1946                 | 8 أكتوبر 2007         |
|             | الأمم المتحدة                                    | 24 أكتوبر 1945                | 21 سبتمبر 1965        |
|             | بنك التنمية الآسيوي                              | 1966                          | 1966                  |
|             | مؤسسة التمويل الدولية                            | 20 يوليو 1956                 | 4 سبتمبر 1968         |
|             | منظمة الشرطة الجنائية الدولية                    | ?                             | ?                     |
|             | الاتحاد البريدي العالمي                          | ?                             | ?                     |
|             | منظمة حظر الأسلحة الكيميائية                     | ?                             | ?                     |
|             | منظمة التجارة العالمية                           | ?                             | ?                     |
|             | المركز الدولي لتسوية المنازعات الاستشارية        | 14 أكتوبر 1966                | 13 نوفمبر 1968        |
|             | البنك الدولي للإنشاء والتعمير                    | 27 ديسمبر 1945                | 3 أغسطس 1966          |
|             | منتدى آسيان الإقليمي ‏                            | ?                             | ?                     |
|             | منتدى التعاون الاقتصادي لدول آسيا والمحيط الهادئ | 6 نوفمبر 1989                 | 6 نوفمبر 1989         |
|             | مؤسسة التنمية الدولية                            | 24 سبتمبر 1960                | 27 سبتمبر 2002        |
|             | المنظمة الهيدروغرافية الدولية                    | ?                             | ?                     |

## أعلام
هذه قائمة لبعض الشخصيات التي تربطها علاقات بالبلدين:
- أليكس وان (سياسي أمريكي، 13 أغسطس 1967 – )
- جون هانتسمان جونيور (سياسي أمريكي، 26 مارس 1960 – )
- سيلابان راما ناطان (3 يوليو 1924[26] – 22 أغسطس 2016[26])
- فرنسيس جوزيف قالبرايث (دبلوماسي أمريكي، 1913[27][28] – 1986[27][28])
- مادلين ليم (11 مايو 1964 – )
- مايكل ياني (لاعب كرة مضرب أمريكي، 31 ديسمبر 1980 – )

## وصلات خارجية
- موقع وزارة الخارجية الأمريكية
- موقع وزارة الخارجية السنغافورية